# Saint-Romain-sur-Cher
Saint-Romain-sur-Cher è un comune francese di 1 524 abitanti situato nel dipartimento del Loir-et-Cher, nella regione del Centro-Valle della Loira.
Situato a sud del dipartimento, Saint-Romain-sur-Cher fa parte di una piccola regione agricola. Gran parte della superficie del suolo è occupata dall'agricoltura o da spazi naturali. Tuttavia nel territorio comunale non è presente nessuna aerea facente parte dell'inventario nazionale del patrimonio naturale.

## Popolazione e società

### Demografia
Abitanti censiti

## Economia
I settori più sviluppati nel comune sono quelli del commercio, dei trasporti e dei servizi vari, tuttavia l'agricoltura rimane uno dei settori più importanti.